# Prinsbisdom Ösel-Wiek
Het bisdom Ösel-Wiek (Estisch: Saare-Lääne piiskopkond) was een semi-onafhankelijk prinsdom op het grondgebied van de huidige Estlandse provincies Saaremaa (Ösel) en Läänemaa (Wiek). Het was een suffragaan bisdom van het aartsbisdom Riga.

## Geschiedenis
In 1211 stichtte Albert van Buxhoeveden, de bisschop van Riga in Lihula (Duits: Leal) in het westen van Estland een nieuw bisdom, met als eerste bisschop Theodorik van Leal. In 1220 werd de broer van Albert, Herman van Buxhoeveden, als bisschop aangesteld. 
Nadat Herman in 1224 bezit genomen had van het land van de Ugauniërs, in wat nu zuidoostelijk Estland is, koos hij Dorpat (het huidige Tartu) als zijn nieuwe zetel. Na bemiddeling van de pauselijke legaat Willem van Modena werd in 1228 het bisdom Dorpat afgesplitst.
Het bisdom Ösel-Wiek maakte vanaf 1419 deel uit van de Lijflandse Confederatie. De zetel van het bisdom was Hapsal. Kasteel Arensburg (Kuressaare) op het eiland Ösel (het huidige Saaremaa) was een van de belangrijkste bezittingen.
Het vorstendom hield op te bestaan toen de laatste prins-bisschop het in 1560 verkocht aan Denemarken. De lutheraan Magnus van Holstein, de broer van de koning van Denemarken, werd 13 mei 1560 tot bisschop verkozen.
Na de annexatie in 1561 van de Lijflandse Confederatie door Polen-Litouwen ruilde Denemarken Wiek met het bezit van de Lijflandse Orde op Ösel, en het eiland werd daardoor volledig Deens.

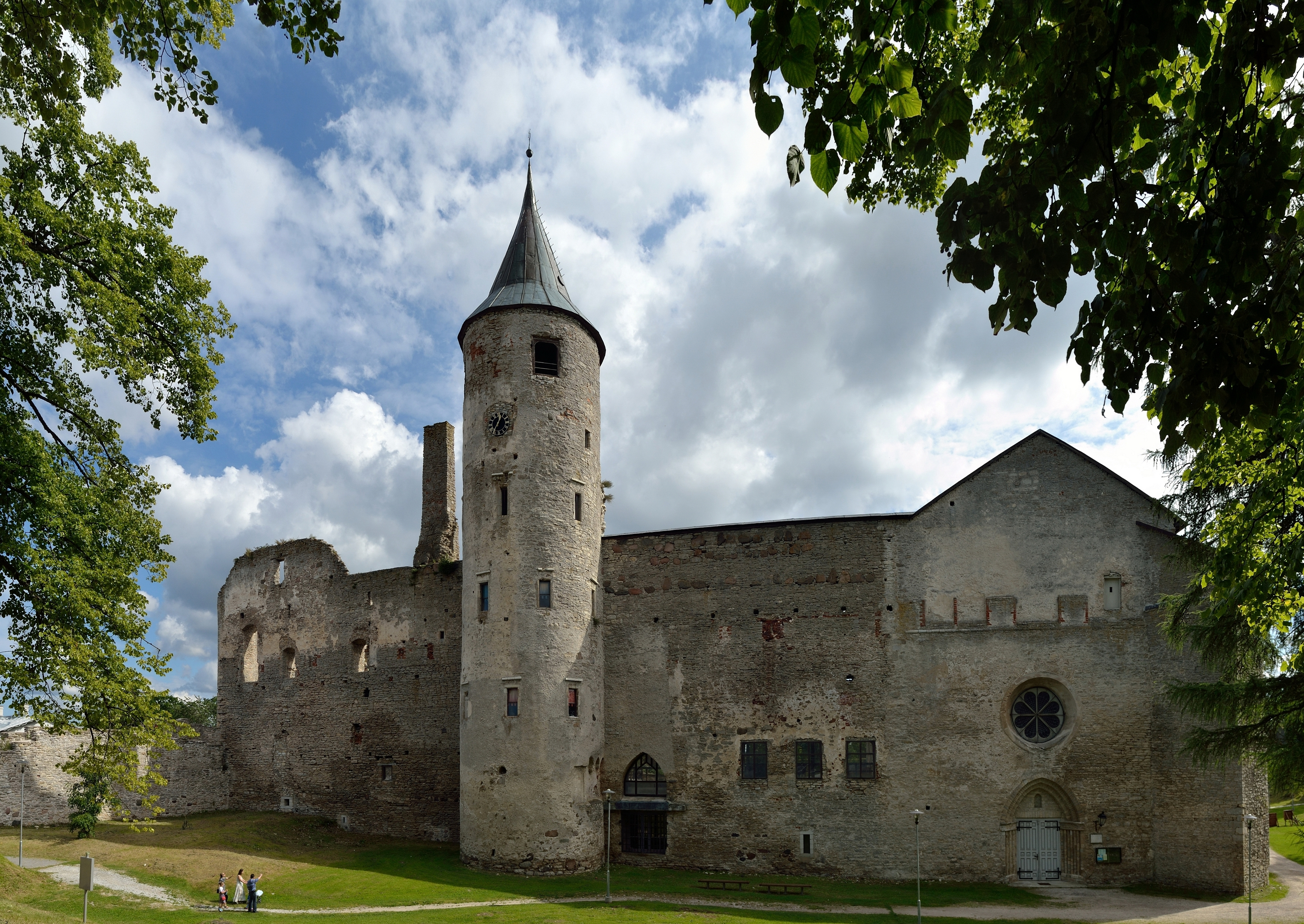
Kasteel Hapsal
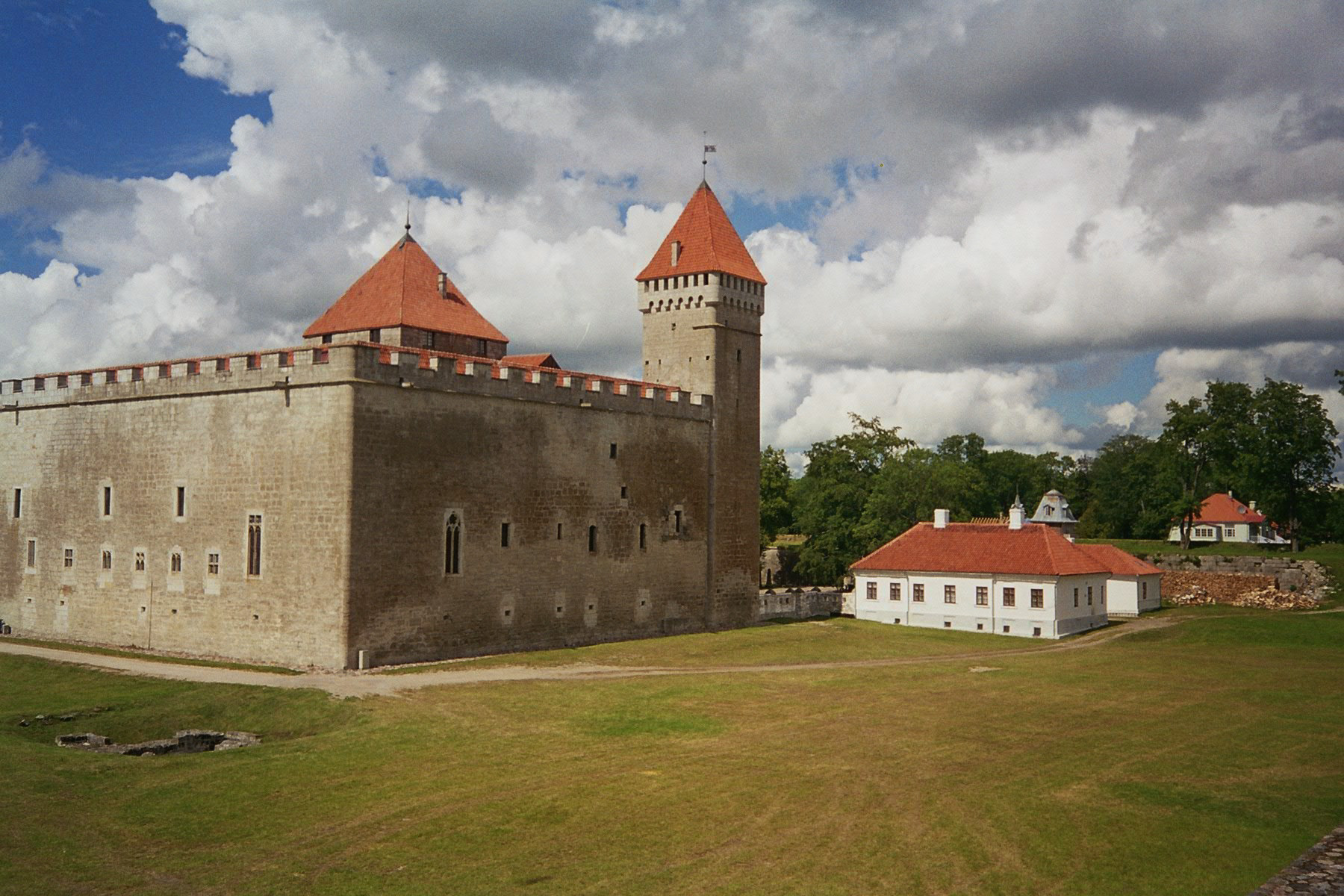
Kasteel Arensburg

## Lijst van bisschoppen
| Jaar        | Bisschop                                |                                                                  |
| ----------- | --------------------------------------- | ---------------------------------------------------------------- |
| 1228–1229   | Gotfried                                | †1257                                                            |
|             | Sede vacante                            |                                                                  |
| 1234–1260   | Hendrik I                               |                                                                  |
| 1262–1285?  | Herman van Buxhoeveden                  |                                                                  |
| 1290–1294   | Hendrik II                              |                                                                  |
|             | Sede vacante                            |                                                                  |
| 1297?–1307? | Konrad I                                |                                                                  |
|             | Sede vacante                            |                                                                  |
| 1310–1321   | Hartung                                 |                                                                  |
| 1322–1337   | Jakob                                   |                                                                  |
| 1338–1362   | Herman II van Osnabrück (de Osenbrygge) |                                                                  |
| 1363–1374   | Konrad II                               |                                                                  |
| 1374–1381   | Hendrik III                             |                                                                  |
|             | Sede vacante                            |                                                                  |
| 1385–1419   | Winrich von Kniprode                    |                                                                  |
| 1420–1423   | Caspar Schuwenflug                      |                                                                  |
| 1423–1432   | Christian Kuband                        |                                                                  |
| 1432–1438   | Johannes I Schutte                      |                                                                  |
| 1439        | Johannes II Creul (Kreuwel)             | de jure 1457, de facto na 1449 in Wiek als "de jongere bisschop" |
| 1449–1458   | Ludolf Grove                            | de facto 1439, na 1449 in Ösel als "de oudere bisschop"          |
| 1458–1471   | Jodokus Hoenstein                       |                                                                  |
| 1471–1491   | Peter Wetberg                           |                                                                  |
| 1492–1515   | Johannes III Orgas (Orgies)             |                                                                  |
| 1515–1527   | Johannes IV Kyvel (Kievel)              |                                                                  |
| 1528–1530   | Georg van Tiesenhausen                  |                                                                  |
| 1532–1541   | Reinhold van Buxhoeveden                | †1557                                                            |
| 1542–1560   | Johannes V van Münchhausen              |                                                                  |
| 1560–1572   | Magnus van Holstein                     |                                                                  |